# 謙德 (輔國將軍)
宗室謙德（穆麟德轉寫：kiyan de，1834年11月28日—1896年1月18日，道光十四年十月二十八日申時—光緒二十一年十二月初四日），正紅旗滿洲人，遠支宗室正紅旗第一族毓字輩，都統春佑第六子，清朝官員、將領。封爵三等輔國將軍，官至副都統。

## 生平
咸豐元年（1851年）正月，授侍衛處四等侍衛。
三年（1853年）三月，授三等侍衛。
六年（1856年）十二月，由應封宗室考封三等輔國將軍。
同治元年（1862年）三月，兼充委署侍衛班領。
二年（1863年），升二等侍衛。十年（1871年）十一月，擢升一等侍衛。
十一年（1872年）九月，賞給副都統銜。
光緒元年（1875年），保以副都統用。三年（1877年）二月，因父春佑去世，改封為襲，原封誥命送交翰林院改撰。
五年（1879年）八月十四日，授鑲白旗漢軍副都統。九月初四日，改調盛京副都統。
六年（1880年）九月初四日，因奉送同治帝畫像、《大清穆宗毅皇帝實錄》、《大清穆宗毅皇帝聖訓》、玉牒、冊寶前往盛京，謙德奉派偕同署禮部侍郎綿宜率領盛京官兵至山海關迎接護送至盛京，並調任山海關副都統。十月，因完成迎送，交部議敘。
七年（1881年）五月，謙德奏報提督銜葉志超統領正定練軍到防，總兵銜楊玉書已率武毅營移赴蘆台；又奏山海關地點緊要，請添練閒散旗營兵丁，上諭以已命李鴻章兼顧籌辦山海關防務，毋庸議。八月，孝貞顯皇后即將移奉梓宮，朝鮮進香貢於七月送交盛京之貢物卻遲未解送到京，上諭催促謙德與李鴻章、童華、游百川即刻派員迎接提送京師。
八年（1882年）十月，奏報駐紮山海關的忠義軍步隊四營搭乘輪船撤回湖北。
九年（1883年）四月，山海關鑲藍旗佐領福祿在左翼協領音登安私宅自殺身亡，五月，謙德奏報音登安供詞並請旨查辦，上諭直隸總督委派司道大員前往詳查。七月，謙德奏報永平府、喜峰口於六月二十五日至二十六日遭遇大雨、水災，永平府營房沖毀十五間，喜峰口山洪暴發，營房沖毀一百八十餘間、淹死男女十五名，奏請勘災、撫卹。九月，李鴻章奏報查出協領音登安因事隨意將佐領福祿記過並傳見申飭，導致福祿因被欺凌逼迫，赴音登安住宅自殺身亡，且音登安家人委署驍騎校成興等人借勢招搖，對兵役需索關費、從中分肥；音登安罪有應得，上諭將音登安即行革職，而謙德因辦理案件過當、放任音登安蒙混將福祿記過及失察親隨家人招搖，遭交部議處。十月，因應水災善後，奏准永平府等處停閱秋操一次。
十一年（1885年）十一月，奏報駐紮山海關的廣東水師提督曹克忠部下津勝營，已全數裁撤回籍。
十二年（1886年）八月，京畿東北水災，謙德奏報軍民受災情形，上諭謙德派出人員確切查勘、分別撫卹，沖毀官房准併案由地方官修建。
十四年（1888年）正月，謙德奏參翰林院侍讀學士錫鈞奉旨前往科爾沁致祭時擅自取道山海關、未照規定經由喜峰口台站行走；錫鈞因此遭吏部議處降四級調用。
十五年（1889年）九月，奏請以阿爾遜調補喜峰口防守尉、圖勒筆善升補永平府防守尉。
十八年（1892年）三月，三子工部員外郎長福請假赴謙德任所省親。五月，次子理藩院郎中銓福請假赴謙德任所省親。七月二十八日，受召進京陛見。
二十年（1894年）二月十二日，因病奏請開缺回籍調理，十九日，獲准解職回京。
二十一年十二月初四日（1896年1月18日）卒，年六十二歲。

## 家庭及關聯
- 十一世祖父：清太祖（1559年—1629年）。
- 十一世祖母：清太祖元妃佟佳氏（1560年—1592年）。
- 十世祖父：禮烈親王代善（1583年—1648年），清太祖皇次子，功封禮親王，諡烈。
- 十世祖母：葉赫那拉氏，葉赫西城貝勒布寨之女，代善繼福晉。
- 九世祖父：穎毅親王薩哈璘（1604年—1636年），功封貝勒，管理禮部，追封穎親王，諡毅。
- 九世祖母：烏拉那拉氏，烏拉貝勒布占泰之女，薩哈璘嫡福晉。
- 八世祖父：順承恭惠郡王勒克德渾（1629年—1652年），薩哈璘次子，功封順承郡王，管理刑部，諡恭惠。
- 八世祖母：噶爾扎氏，公爵祜里泰之女，勒克德渾側福晉。
- 七世祖父：順承忠郡王諾羅布（1650年—1717年），勒克德渾三子，襲封順承郡王，官至杭州將軍，諡忠。
- 七世祖母：石氏，石達之女，諾羅布側福晉。
- 六世祖父：郡王品級錫保（1688年—1742年），諾羅布四子，封順承親王，官至正黃旗蒙古都統、左宗人、靖邊大將軍，因事革爵。
- 六世祖母：舒舒覺羅氏，三等侯偏圖之女，錫保嫡福晉。
- 五世祖父：順承恪郡王熙良（1705年—1744年），錫保長子，襲封順承郡王，官散秩大臣覺羅學總管，諡恪。
- 五世祖母：納喇氏，侍讀學士色爾登之女，熙良嫡福晉。
- 高祖父：順承恭郡王泰斐英阿（1728年—1756年），熙良長子，襲封順承郡王，官至正黃旗漢軍都統、左宗正，諡恭。
- 高祖母：沙濟富察氏，一等公散秩大臣傅文之女，泰斐英阿嫡福晉。
- 曾祖父：順承慎郡王恒昌（1753年—1778年），泰斐英阿四子，襲封順承郡王，諡慎。
- 曾祖母：馬佳氏，護軍校馬三泰之女，恒昌庶福晉。
- 祖父：順承簡郡王倫柱（1772年—1823年），襲封順承郡王，官宗室總族長、十五善射，諡簡。
- 祖母：馬佳氏，同知穆騰額之女，倫柱側福晉。

### 父母
- 父：春佑（1801年—1876年）
- 嫡母：他塔拉氏，三等侍衛明壽之女，春佑嫡妻。
- 生母：鈕祜祿氏，寧夏將軍格布舍之女，春佑繼妻。

### 兄弟
謙德排行第六，有五兄一弟。
- 謙士（1826年—1864年），嫡母他塔拉氏所生，封三等輔國將軍，官至二等侍衛，陣亡入祀昭忠祠。娶托克托莫特氏，明謙之女；繼娶巴岳特氏，祿成之女。
- 謙順（1827年—1828年），嫡母他塔拉氏所生，早卒，無嗣。
- 未有名（1829年），嫡母他塔拉氏所生，早卒，無嗣。
- 謙恭（1830年—1832年），嫡母他塔拉氏所生，早卒，無嗣。
- 謙和（1833年—1838年），庶母王氏所生，早卒，無嗣。
- 謙光（1838年—1899年），繼母鈕祜祿氏所生，廕生，封二等輔國將軍，官至密雲副都統。娶那木都魯氏，二等男錦州副都統侍順之女。

### 妻室
- 嫡妻：瓜爾佳氏，郎中林耀之女。
- 繼妻：楊佳氏，文明之女。
- 妾：李氏，李大之女。

### 子嗣
謙德育有三子。
- 長子：祥徵（1864年—1869年），嫡瓜爾佳氏所生，早卒，無嗣。
- 次子：銓福（1867年—？年），嫡瓜爾佳氏所生，襲封三等奉國將軍，官至理藩院額外郎中。娶富察氏，倭和之女。
- 三子：長福（1872年—1923年），庶李氏所生，官至外務部郎中，駐日本神戶領事，資政院欽選議員。娶富察氏，恩福之女；繼娶博羅特氏，松禄之女。